# いわいショッピングセンター
いわいショッピングセンターは、岩手県一関市中里字雲南/神明にある複合商業施設。
岩手県道19号一関大東線で南北に分割されており、県道より南部（中里字雲南）をWEST、EAST、北部(中里字神明)をNORTHと称する。

## 概要
岩手県一関市に本社がある株式会社仁田工務店が開発を手掛たショッピングモール。いわいショッピングセンターWEST、EASTは　2016年4月に竣工、いわいショッピングセンターNORTHは 2020年7月に竣工した。

## テナント
いわいショッピングセンターWEST
- スポーツデポ 一関中里店
- ゴルフ5 一関中里店
- シュープラザ 一関中里店
- セカンドストリート 一関店
- リフォームのたかかつ 一関店
- auショップ 一関ひがし

いわいショッピングセンターEAST
- はま寿司 一関店
- 大阪王将 一関店
- カレーハウスCoCo壱番屋 一関いわいショッピングセンター店
- ツルハドラッグ 一関中里店
- ファッションセンターしまむら 一関いわいSC店
- ビッグハウス 一関店

いわいショッピングセンターNORTH
- ダイユーエイト 一関店
- ドン・キホーテ 一関店
- バースデイ 一関店
- 丸亀製麺一関店
- アビエスかんのクリニック
- そうごう薬局 一関店

## 周辺

### 東北新幹線ガードから東側（磐井・南光病院方面）
- イオンスーパーセンター一関店
- フレスポ一関
- セブン-イレブン一関中里店
- ドコモショップ一関東店
- タイヤ館一関
- ケーズデンキ一関店

### 東北新幹線ガードから西側（国道4号方面）
- コメリホームセンター一関店
- オフハウス一関店
- ガスト一関店
- アベイル一関店
- エニタイムフィットネス一関店
- いわて生協コルザ一関